# Strada europea E97
La E97 è una strada europea che collega Cherson ad Aşkale. Come si evince dalla numerazione, si tratta di una strada intermedia con direzione nord-sud. La strada risulta incompleta nel tratto centrale tra Poti e Trebisonda

## Percorso
La E97 è definita con i seguenti capisaldi di itinerario: "Cherson - Džankoj - Novorossijsk - Soči - Sukhumi - Poti - collegamento mancante - Trebisonda - Gümüşhane - Aşkale".